# Jamski biser
Jamski biser ali pizolit je koncentrična oblika sige, ki se je naložila okoli peščenih zrn, koščkov kosti ali ostalih majhnih delcev. Kalcit se zaradi izhajanja CO2 izloča iz vodnih kapljic in se enakomerno nalaga na površino delcev. Jamski biseri se nahajajo v majhnih bazenčkih, kjer se zaradi valovanja in rotacije do določene velikosti ne zacementirajo na podlago.